# Serangium japonicum
Serangium japonicum (лат.) — вид божьих коровок из подсемейства Microweiseinae.

## Распространение
Япония и южный, центральный и восточный Китай (Аньхой, Гуандун, Гуанси-Чжуанский автономный район, Гуйчжоу, Сычуань, Тайвань, Фуцзянь, Хайнань, Хубэй, Хунань, Чжэцзян, Чунцин, Шанхай, Шэньси, Юньнань).

## Описание
Жуки мелких размеров; длина — 1,60—2,08 мм, ширина — 1,40—1,98, высота — 0,82—1,02 мм. Окраска, в основном, чёрная, кроме желтовато-коричневых головы, передних углов пронотума и ног. Тело полушаровидной формы, сильно выпуклое, блестящее, покрыто очень редкими волосками. Голова подогнута, ротовые органы направлены в низ и чуть назад.